# Heonjong (Goryeo)
Heonjong, né le 1er août 1084 et mort le 6 novembre 1097, est le quatorzième roi de la Corée de la dynastie Goryeo. Il a régné du 17 juin 1094 jusqu'en 1095.